# Typhlacontias rudebecki
Typhlacontias rudebecki är en ödleart som beskrevs av  Johann Wilhelm Haacke 1997. Typhlacontias rudebecki ingår i släktet Typhlacontias och familjen skinkar. Inga underarter finns listade i Catalogue of Life.